# عصير الكركم
عصير الكركم هو شكل من أشكال المشروبات المصنوعة من الكركم. ازداد الطلب على عصير الكركم في الولايات المتحدة، مع زيادة واردات الكركم ثلاث مرات بين عامي 2008 و2014. جاء عصير الكركم في أشكال عديدة طوال تاريخه، بما في ذلك القطرات والحليب والإكسير والمشروبات المخلوطة.
يُعتقد أن عصير الكركم له فوائد صحية تشمل تخفيف اضطراب المعدة وتقليل آلام التهاب المفاصل. أُجرِيَت أبحاث طبية عن الخصائص الصحية المزعومة للمكون الرئيسي في عصير الكركم والكركومين، على الرغم من أن الدراسات لم تحدد جرعة دقيقة أو سلامة أو آلية عمل تتطلب الاستخدام الرشيد لها في علاج الأمراض البشرية.

## تاريخ

### الكركم

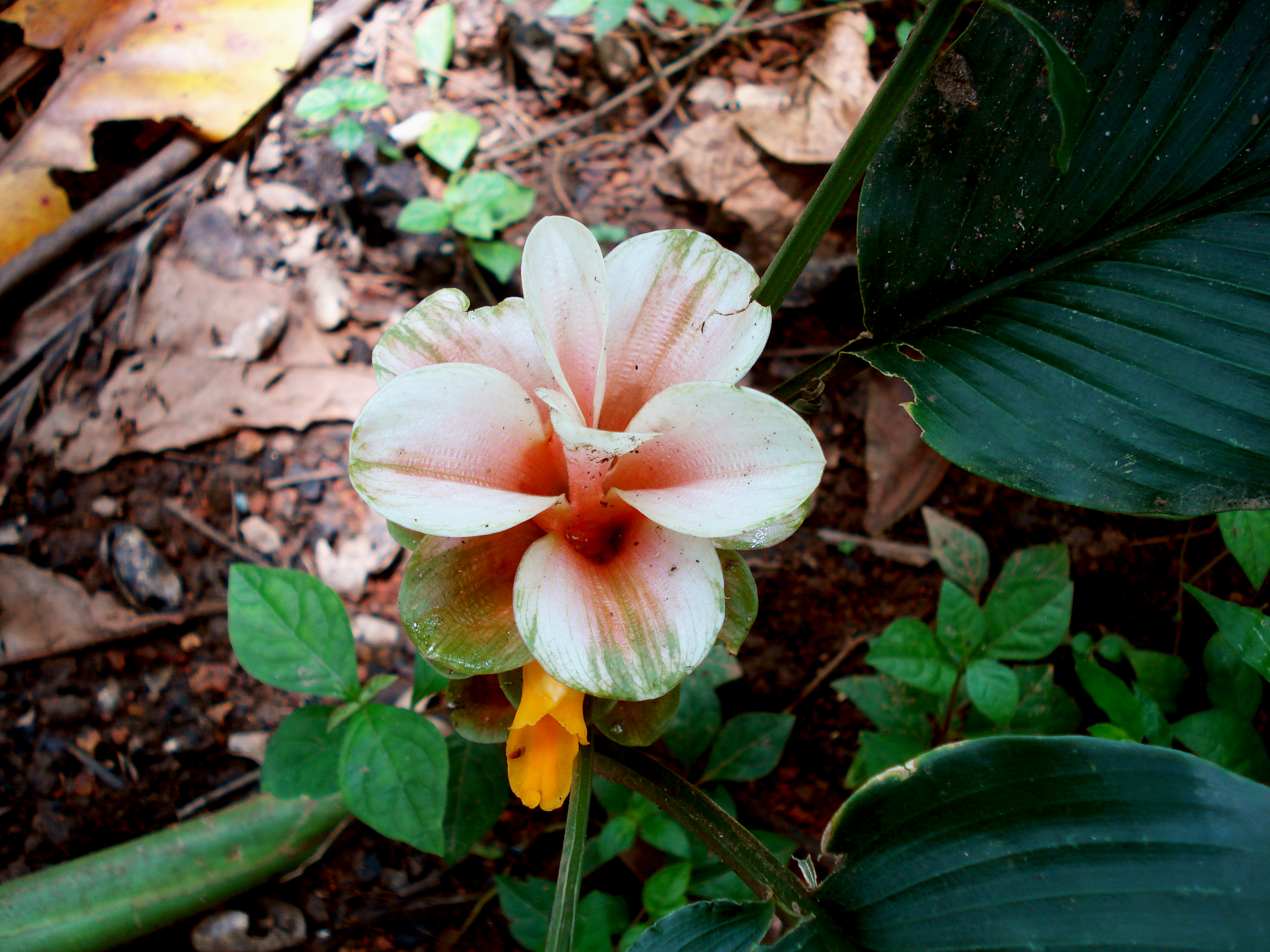
صورة مقرّبة لزهرة الكركم.

ينمو الكركم في غابات جنوب وجنوب شرق آسيا. وهو أحد المكونات الرئيسية في العديد من الأطباق الآسيوية. أوصى الطب التقليدي الهندي باستخدام الكركم في الطب كعامل تلوين ليس ذا قيمة أساسية في مطبخ جنوب آسيا. يستخدم الكركم في الغالب في الأطباق اللذيذة، ولكنه يستخدم في بعض الأطباق الحلوة، مثل كعكة الصفوف. في الهند، تُستخدم أوراق نبات الكركم لإعداد أطباق حلوة خاصة، باتوليو، عن طريق وضع دقيق الأرز وخليط جوز الهند،جاغري على الورقة، ثم إغلاقها والبخار في قدر بخار نحاسي خاص. في الوصفات خارج جنوب آسيا، يُستخدم الكركم أحيانًا كعامل لإضفاء لون أصفر غني يشبه الكسترد. يتم استخدامه في المشروبات المعلبة والمنتجات المخبوزة ومنتجات الألبان والآيس كريم واللبن والكعك الأصفر وعصير البرتقال والبسكويت ولون الفشار والحبوب والصلصات والجيلاتين. كما أنها تستخدم أثناء حفل هالدي الذي لوحظ في احتفالات الزفاف الهندوسية في الهند. إنه مكون مهم في معظم مساحيق الكاري التجارية.

### عصير الكركم

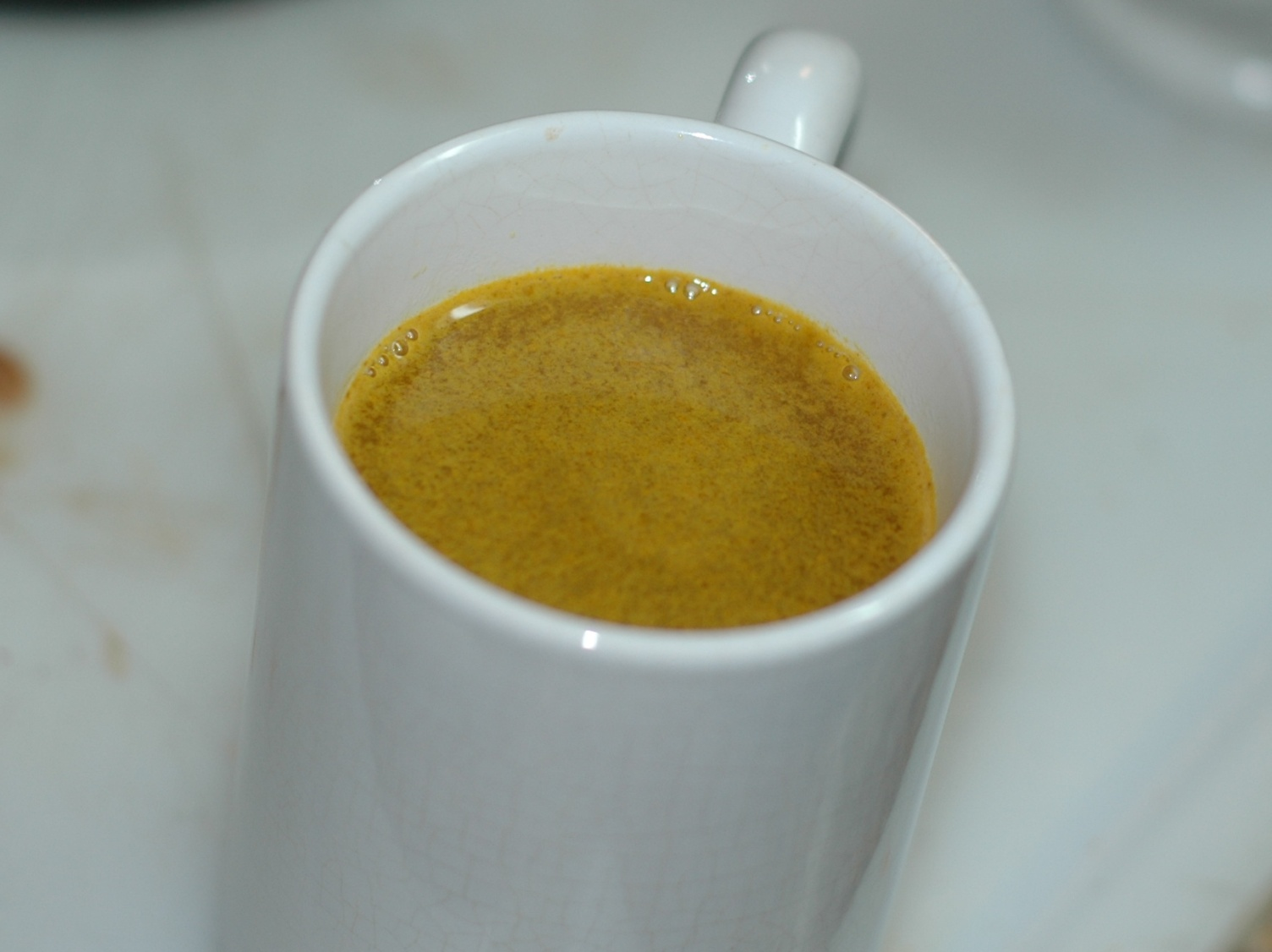
كوب من شاي الكركم.

يمكن إرجاع الكركم القابل للشرب إلى الهند حيث تم استخدامه كعلاج شعبي للسعال والازدحام ونزلات البرد. جاء عصير الكركم في أشكال عديدة طوال تاريخه، بما في ذلك القطرات والحليب والإكسير والمشروبات المخلوطة. استُخدِمَت قطرات عصير الكركم في محاولات علاج أمراض العين التي تشمل العين الوردية، الجلوكوما، قرحة القرنية والتهاب الملتحمة. تم إرجاع شاي الكركم إلى جزيرة أوكيناوا اليابانية، حيث يعتقد سكانها أنه يساعد على طول العمر. الحليب الذهبي هو أيضًا مشروب الكركم الذي استُخدِمَ في طب الأيورفيدا التقليدي.
تضاعف الطلب على مكملات الكركم ثلاث مرات في الولايات المتحدة بين عامي 2008 و2014، مع زيادة الطلب في قطاع المشروبات. وقد دفع هذا الشركات إلى دمجها في الطعام وتعبئة المشروبات الكركم لتجار التجزئة، فضلاً عن زراعته محليًا في الولايات المتحدة. في عام 2015، نشرت مجلة يو إس نيوز آند وورد ريبورت تقريرًا عن اتجاه الكركم واستخدامه في الغذاء ولأغراض صحية مزعومة.

## زراعة ومعالجة

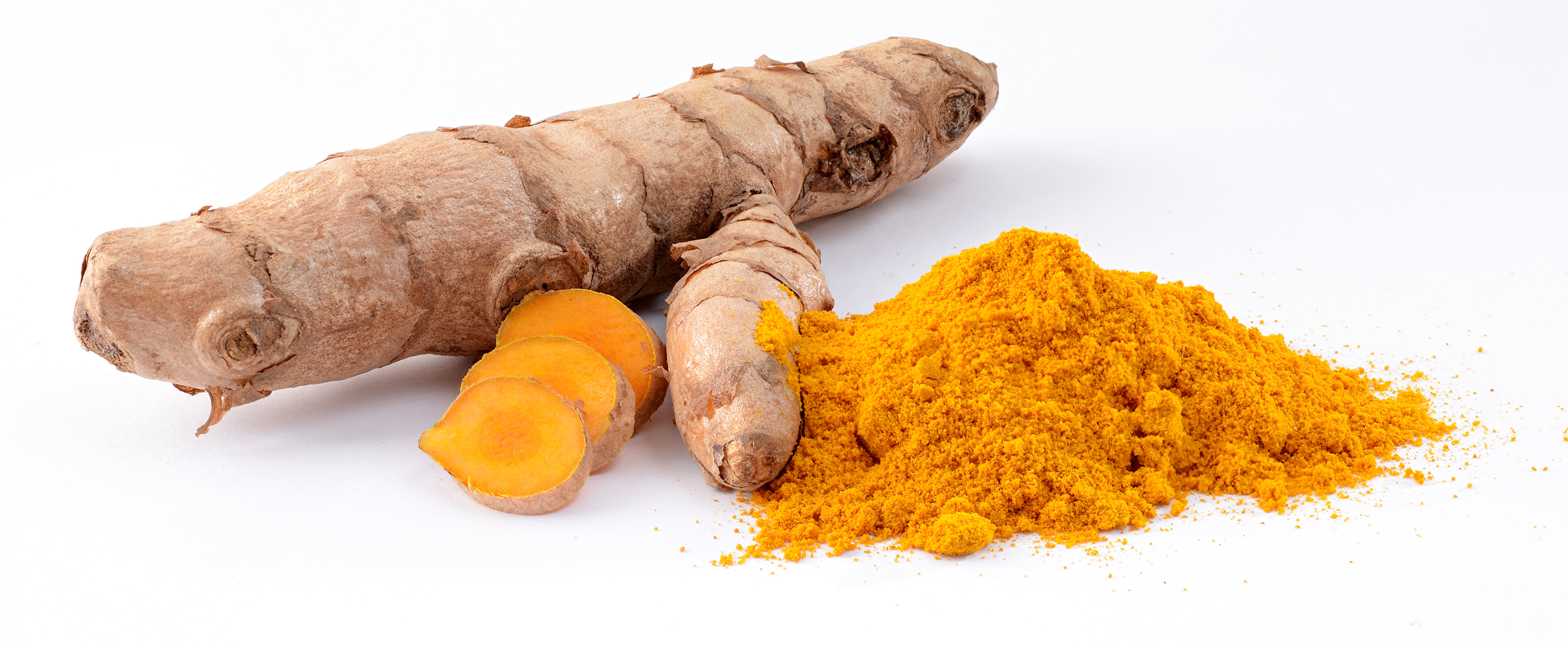
مسحوق الكركم الطازج.

يزرع الكركم في مناطق مختلفة في جميع أنحاء العالم بما في ذلك شمال الهند وجنوب آسيا، حيث تنتج الهند وتستهلك حوالي 80 % من محصول العالم. أكبر مدينة منتجة في العالم هي ارود، وهي مدينة تقع في ولاية تاميل نادو بجنوب الهند. أصبحت الولايات المتحدة أيضًا موردًا للكركم، حيث أصبحت هاواي أكبر منتج بأصناف عضوية وفعالة من الكركم.
يتم تعبئة عصير الكركم تجاريًا من خلال عملية الضغط على البارد أو بسكوتة. تحتوي مشروبات عصير الكركم التقليدية على الكركم ومكونات إضافية مثل الماتشا وجوز الهند والزنجبيل والأناناس والسبيرولينا والقرفة.